# Chase Tower (Milwaukee)

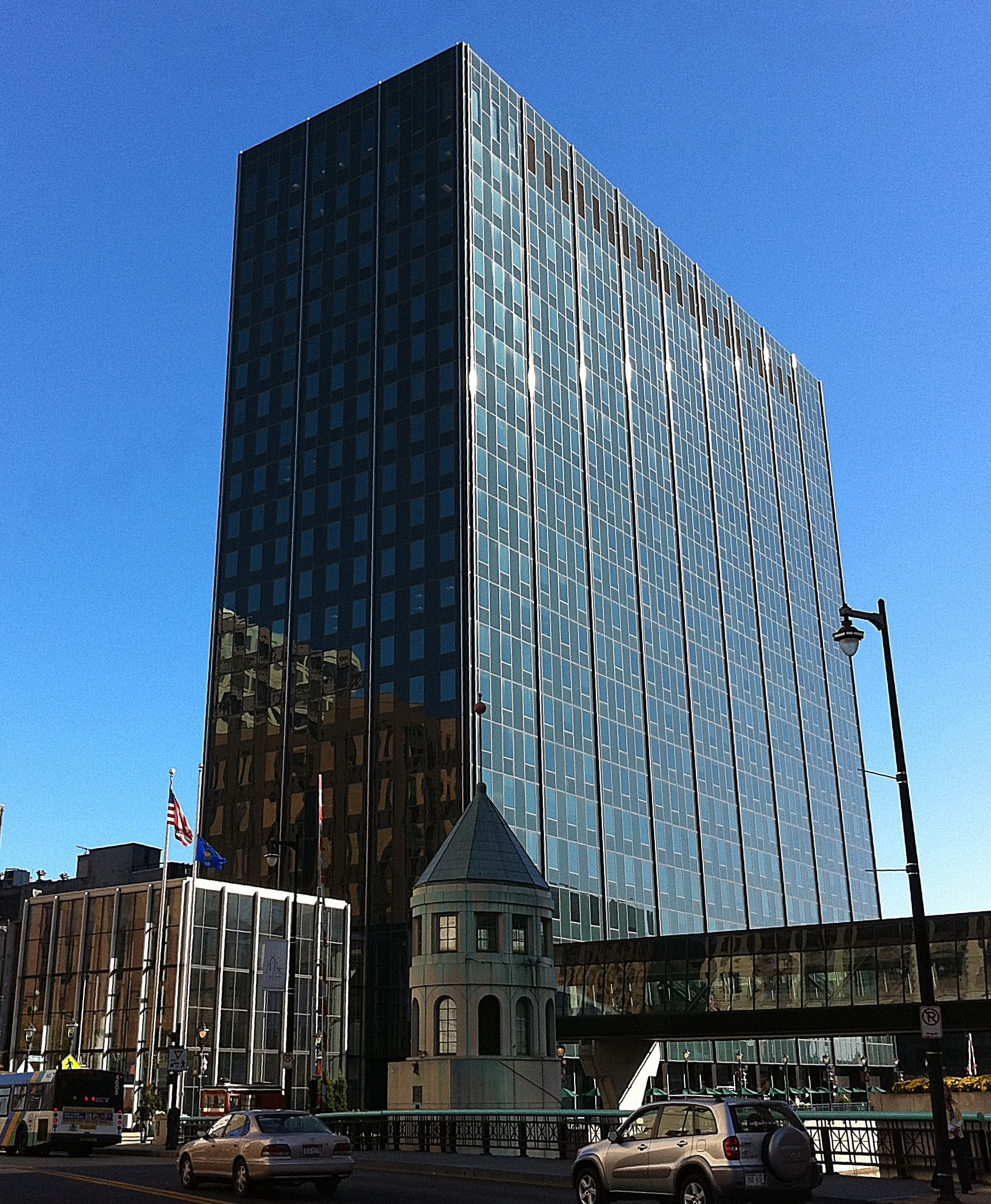
Chase Tower, edificio de 88 metros de altura en Milwaukee.

Chase Tower es un edificio de gran altura de 22 pisos y 88 metros (288 pies) de altura, ubicado en el centro de Milwaukee, Wisconsin. Construido en estilo internacional, el edificio tiene una fachada de un verde muy oscuro, casi negro. Se encuentra junto al río Milwaukee, en la esquina de East Wisconsin Avenue y North Water Street. La Chase Tower incluye 45,000 metros cuadrados (480,000 pies cuadrados) de espacio para oficinas y una estructura de estacionamiento con capacidad para 746 vehículos. Actualmente, el edificio alberga una sucursal de Chase Bank y una bóveda subterránea, los estudios de Milwaukee Public Radio (WUWM), algunos restaurantes, y varios inquilinos de oficinas, como JPMorgan Chase, Empower Retirement y el bufete de abogados O'Neil, Cannon, Hollman, DeJong & Laing. Además, pasarelas elevadas lo conectan con su estructura de estacionamiento al sur y con las tiendas de Grand Avenue al otro lado del río, a través del ASQ Center.

## Historia
El edificio se completó en 1961 y anteriormente se conocía como Bank One Plaza hasta su fusión con Chase. Antes de eso, fue la sede de Marine Bank y se conocía como Marine Plaza. En 2021, el edificio fue vendido a Group RMC y actualmente es administrado por CBRE.
Actualmente, es el decimotercer edificio más alto de Milwaukee. Fue el segundo edificio más alto de la ciudad entre 1961 y 1973, cuando se completó el U.S. Bank Center.
En junio de 2016, el Farbman Group adquirió el edificio por 30.5 millones de dólares del Brookfield Real Estate Opportunity Fund. Desde entonces, han realizado importantes actualizaciones en los vestíbulos, áreas comunes y espacios de servicios en los primeros dos pisos, así como en la estructura de estacionamiento adyacente.
En noviembre de 2021, Group RMC compró el edificio con planes de reposicionarlo como un edificio de oficinas de Clase A. Desde su compra en 2021, el vestíbulo principal en Water Street ha pasado por una renovación multimillonaria. El propietario también ha creado nuevos espacios de amenidades para los inquilinos, como un gimnasio, un salón para los inquilinos y una sala de conferencias. Varios pisos también han tenido renovaciones en el vestíbulo del elevador y los baños desde que Group RMC asumió la administración. Actualmente, Chase Tower es administrado por CBRE Group, y el equipo de arrendamiento está a cargo de Colliers International.